# 49e division d'infanterie (Allemagne)
Pour les articles homonymes, voir 49e division d'infanterie.
La  49e Division d'infanterie (en allemand 49. Infanterie-Division) est une des divisions d'infanterie de l'armée allemande (Wehrmacht) durant la Seconde Guerre mondiale.

## Composition
Commandant: Général Siegfried Macholz
Grenadier-Regiment 148
Grenadier-Regiment 149
Grenadier-Regiment 150
Füsilier-Bataillon 149
Artillerie-Regiment 149
Divisionseinheiten 149

## Théâtres d'opérations
- Janvier 1943 : L’unité disparaît à Stalingrad après la capitulation des forces allemandes du maréchal Paulus

- 1944-1944
- Libération de Paris  : combats dans le Vexin français contre la tête de pont de Mantes et la tête de pont de Vernon.

Siège de Dunkerque